# Ryan O'Neal
Ryan O'Neal (născut Charles Patrick Ryan O'Neal, Jr. n. 20 aprilie 1941, Los Angeles, California, SUA – d. 8 decembrie 2023, Santa Monica, California, SUA) a fost un actor american, nominalizat la Premiul Oscar pentru cel mai bun actor pentru rolul din Love Story (1970).

## Filmografie

### Film
| An   | Titlu                                     | Rol                              | Note |
| ---- | ----------------------------------------- | -------------------------------- | --- |
| 1969 | The Big Bounce                            | Jack Ryan                        | |
| 1970 | The Games                                 | Scott Reynolds                   | |
| 1970 | Love Story                                | Oliver Barrett IV                | Nominalizare—Academy Award for Best Actor Nominalizare—Golden Globe Award for Best Actor – Motion Picture Drama |
| 1971 | Love Hate Love                            | Russ Emery                       | Film TV |
| 1971 | Wild Rovers                               | Frank Post                       | |
| 1972 | What's Up, Doc?                           | Dr. Howard Bannister             | |
| 1973 | The Thief Who Came to Dinner              | Webster McGee                    | |
| 1973 | Paper Moon                                | Moses Pray                       | Nominalizare—Golden Globe Award for Best Actor – Motion Picture Musical or Comedy                               |
| 1975 | Barry Lyndon                              | Barry Lyndon                     | |
| 1976 | Nickelodeon                               | Leo Harrigan                     | |
| 1977 | Un pod prea îndepărtat                    | Brigadier General James M. Gavin | |
| 1978 | The Driver                                | The Driver                       | |
| 1978 | Oliver's Story                            | Oliver Barrett IV                | |
| 1979 | The Main Event                            | Eddie 'Kid Natural' Scanlon      | |
| 1981 | So Fine                                   | Joseph Wiley                     | |
| 1981 | Circle of Two                             | Theatre patron                   | nemenționat |
| 1981 | Green Ice                                 | Bobby Fine                       | |
| 1982 | Partners                                  | Sgt. Benson                      | |
| 1984 | Irreconcilable Differences                | Albert Brodsky                   | |
| 1985 | Fever Pitch                               | Steve Taggart                    | |
| 1987 | Tough Guys Don't Dance                    | Tim Madden                       | Nominalizare—Golden Raspberry Award for Worst Actor                                                             |
| 1989 | Chances Are                               | Philip Train                     | |
| 1989 | Small Sacrifices                          | Lew Lewiston                     | Film TV |
| 1992 | The Man Upstairs                          | Mooney Polaski                   | Film TV |
| 1995 | Man of the House                          | Man with Kite                    | nemenționat |
| 1996 | Faithful                                  | Jack Connor                      | |
| 1997 | Hacks                                     | Dr. Applefield                   | Alte titluri: Sink or Swim & The Big Twist                                                                      |
| 1997 | An Alan Smithee Film: Burn Hollywood Burn | James Edmunds                    | Nominalizare—Golden Raspberry Award for Worst Actor                                                             |
| 1998 | Zero Effect                               | Gregory Stark                    | |
| 1999 | Coming Soon                               | Dick                             | |
| 2000 | The List                                  | Richard Miller                   | |
| 2001 | Epoch                                     | Allen Lynsdar                    | Film TV |
| 2002 | People I Know                             | Cary Launer                      | |
| 2003 | Gentleman B.                              | Phil (Bank Manager)              | Alt titlu: The Gentleman Bandit                                                                                 |
| 2003 | Malibu's Most Wanted                      | Bill Gluckman                    | |
| 2012 | Slumber Party Slaughter                   | William O'Toole                  | film slasher |
| 2015 | Knight of Cups                            | Ryan                             | |
| 2015 | Unity                                     | Narator                          | ultimul rol de film                                                                                             |